# كول أوف ديوتي: إنفنت وورفير

صورة من اللعبة في طور القصة

كول أوف ديوتي: انفنت وورفير (بالإنجليزية: Call of Duty: Infinite Warfare) هي لعبة فيديو من نوع تصويب منظور الشخص الأول، من المقرر صدرت في 4 نوفمبر 2016، تتوفر على أجهزة ويندوز وبلاي ستيشن 4 وإكس بوكس ون. اللعبة من تطوير إنفنتي وورد ومن نشر أكتيفجن. وهي تحتوي على اللغة العربية لإصدار منطقه الشرق الأوسط فقط.

## موجز
تدور أحداث اللعبة في المستقبل خلال معارك فضائية طاحنة، اللعبة تشبه بلاك أوبس 3 ، وأكدت شركة أكتيفيجن بأن لعبة Call of Duty 4: Modern Warfare Remastered (بعد أن طورتها أستوديوهات إنفنتي وورد وريفن سوفتوير) لن تُباع بشكل مستقل عن اللعبة الجديدة Call of Duty: Infinite Warfare.
وقد أخذ الفيديو الترويجي لها أكبر عدد من علامات عدم الإعجاب لفيديو ترويجي في جميع الأوقات على موقع يوتيوب.

## الإيجابيات
إنّ للعبة إيجابيات قليلة ومحدودة [بحاجة لمصدر] ، وهي:
1. احتواء Call of Duty: Infinite Warfare على إصدار تاريخي هو Call of Duty 4: Modern Warfare والذي يُعد أحد أفضل إصدارات هذه السلسلة على الإطلاق.
2. أوّل لعبة في سلسلة كول أف ديوتي تدور أحداثها في الفضاء خلال معارك فضائية طاحنة.
3. احتواء اللعبة على طور الزومبي.
4. أسلحة اللعبة المميزة والمثيرة فكل سلاح يتميز بقدرة أو خاصة منفردة

## السلبيات
إنّ للعبة سلبيات كثيرة وعديدة [بحاجة لمصدر] ، ومنها:
1. إنّه مُشابهٌ لسابقيه وخاصةً Call of Duty: Advanced Warfare وCall of Duty: Black Ops 3.
2. الاتباع لنهج الخيال العلمي الذي بدأنا نَمُلُّ منه[بحاجة لمصدر] ، والذي تتبعه السلسلة منذ فترة.
3. يكون سعر Call of Duty: Infinite Warfare Legacy Edition ب 80 دولار، سعر باهظ، حيث أنك لن تحصل على نسخة Modern Warfare والتي قد تكون سبب شراء الكثيرين لInfinite War [بحاجة لمصدر] بدون دفع 80 دولار كاملة.

## الاستقبال
- عرض الكشف الرّسمي للعبة

تناقلت العديد من المواقع والمدونات بأن عرض الكشف الرسمي عن Infinite Warfare قد حطم الأرقام القياسية من حيث عدم الإعجاب على موقع يوتيوب وقد نال العرض المركز الثاني من هذه الناحية، حيث حصل إعلان كول أوف ديوتي لغاية الآن على 2.5 مليون عدم إعجاب.
- نتائج العرض

لغاية منتصف شهر مايو الماضي لم تحظى اللعبة سوى بحوالي 30 ألف طلب مسبق لنسخة إكس بوكس ون و33 ألف طلب مسبق لنسخة بلاي ستيشن 4، وهي أرقام متواضعة جداً جعلت اللعبة في ذيل قائمة الألعاب الأكثر طلباً داخل الولايات المتحدة الأمريكية.
وبمقارنة هذه الأرقام مع الجزء السابق من السلسلة بلاك أوبس 3 سنلاحظ مدى الفرق الهائل بين اللعبتين من حيث الطلبات المسبقة، حيث حظيت لعبة بلاك أوبس 3 خلال الأسبوع الأول من إتاحة الطلب المسبق بحوالي 174 ألف طلب لنسخة إكس بوكس ون و120 ألف طلب لنسخة بلاي ستيشن 4.

## وصلات خارجية
- كول أوف ديوتي: إنفنت وورفير على موقع IMDb (الإنجليزية)

- الموقع الرسمي
- إعلان الفيديو الرسمي للعبة كول أوف ديووتي أنفنتي وورفير (مترجمة بالعربية.